# 2037

## Evenimente
- Eclipsa de Soare din 13 iulie 2037